# Dean Macey
Dean Macey (ur. 12 grudnia 1977) – brytyjski lekkoatleta, wieloboista.
Największe sukcesy odnosił w dziesięcioboju:
- srebrny medal Mistrzostw Świata Juniorów w Lekkoatletyce (Sydney 1996)
- srebro Mistrzostw Świata w Lekkoatletyce (Sewilla 1999)
- 4. miejsce na Igrzyskach Olimpijskich (Sydney 2000)
- brązowy medal podczas Mistrzostw Świata w Lekkoatletyce (Edmonton 2001)
- 4. miejsce w Igrzyskach Olimpijskich (Ateny 2004)
- złoty medal Igrzysk Wspólnoty Narodów (Melbourne 2006)

Rekord życiowy ustanowił Macey na Mistrzostwach Świata (Edmonton 2001) i wynosi on 8603 punkty. Po niezakwalifikowaniu się na Igrzyska w Pekinie (2008) ogłosił on zakończenie kariery.